# 亜鉛華デンプン
亜鉛華デンプン(あえんかデンプン)とは、酸化亜鉛（亜鉛華）とデンプンを1対1の割合で調製したもの。組成は日本薬局方に定められている。

## 適応症
湿疹・皮膚炎、汗疹、熱傷、癌性皮膚潰瘍などに対する収斂、消炎、保護、緩和な防腐

## 薬効薬理
酸化亜鉛を皮膚潰瘍面などで使用すると、浸出液中の水分でイオン化した亜鉛が皮膚のタンパク質と結合して沈殿・被膜形成し、局所に対して保護作用、緩和な収斂、消炎、防腐作用を現す。またこのイオン化した亜鉛は細菌にも作用するため、感染や嫌気性菌による悪臭も改善する。亜鉛華デンプンは、酸化亜鉛をデンプンで薄めて、その作用を一層緩和にし、また散布しやすくしたもの。

亜鉛化デンプンはモーズ軟膏の原料としても用いられる。